# Thallarcha staurocolla
Thallarcha staurocolla är en fjärilsart som beskrevs av Edward Meyrick 1886. Thallarcha staurocolla ingår i släktet Thallarcha och familjen björnspinnare. Inga underarter finns listade i Catalogue of Life.